# 프랑스로의 이민

비EU 시민에게 발급되는 프랑스 생체인식 거주 허가증

EU 시민에게 발급되는 프랑스 거주 허가증

모든 EU 거주 허가증은 제우스를 흰 황소의 모습으로 묘사하며, 이는 에우로파 전설에서의 그의 모습을 나타낸다.

프랑스 국립 통계 경제 연구소(INSEE)에 따르면, 2021년 인구 조사에서 프랑스에는 거의 7백만 명의 이민자(외국 태생)가 있었으며, 이는 전체 인구의 10.3%를 차지한다. 이는 2018년 INSEE 통계에서 프랑스에 9백만 명의 이민자(외국 태생)가 있었고, 당시 전체 인구의 14%를 차지했던 것보다 감소한 수치이다.
이민자 비율이 가장 높은 지역은 파리 도시권(그랑 파리)으로, 2012년 이민자의 거의 40%가 이곳에 거주했다. 이민자 인구가 많은 다른 지역은 론알프 (리옹)와 프로방스알프코트다쥐르 (마르세유)이다.
일드프랑스 지역은 유럽에서 가장 큰 이민자 집중 지역 중 하나로 이민자들을 끌어당기는 자석과 같다. 2006년 기준으로 이 지역에 거주하는 사람들(6백만 명) 중 약 45%가 이민자(25%)이거나 적어도 한 명의 이민자 부모를 둔 사람(20%)이었다.
2010년 프랑스 본토에서 태어난 80만 2천 명의 신생아 중 27.3%는 부모 중 한 명 또는 두 명 모두 외국 태생이었고, 약 4분의 1(23.9%)은 부모 중 한 명 또는 두 명 모두 유럽 외 지역에서 태어났다. 조부모를 포함하면, 2006년부터 2008년 사이에 프랑스에서 태어난 신생아 중 약 22%는 적어도 한 명의 외국 태생 조부모를 두었다(다른 유럽 국가에서 태어난 9%, 마그레브에서 태어난 8%, 세계의 다른 지역에서 태어난 2%).
2014년, 국립 통계 연구소(INSEE)는 2009년에서 2012년 사이에 프랑스 내 스페인, 포르투갈, 이탈리아 이민자 수가 두 배로 증가했다는 연구 결과를 발표했다. 이 증가는 해당 기간 동안 여러 유럽 국가를 강타한 금융 위기의 결과로, 프랑스에 정착한 유럽인 수가 증가했다.
프랑스 내 스페인 이민자 통계에 따르면 2009년에서 2012년 사이에 107% 증가하여, 이 기간 동안 5,300명에서 11,000명으로 늘어났다.
2012년 프랑스로 유입된 총 22만 9천 명의 신규 외국인 중 거의 8%는 포르투갈인, 5%는 영국인, 5%는 스페인인, 4%는 이탈리아인, 4%는 독일인, 3%는 루마니아인, 3%는 벨기에인이었다.
2022년까지 프랑스로 유입된 신규 외국인 총수는 처음으로 32만 명을 넘어섰으며, 이들 중 대다수는 프랑스어권 아프리카(구 프랑스 식민지) 출신이었다. 에마뉘엘 마크롱 대통령 재임 기간 동안 학생, 가족 재결합, 노동 이민이 크게 증가했다.

## 역사

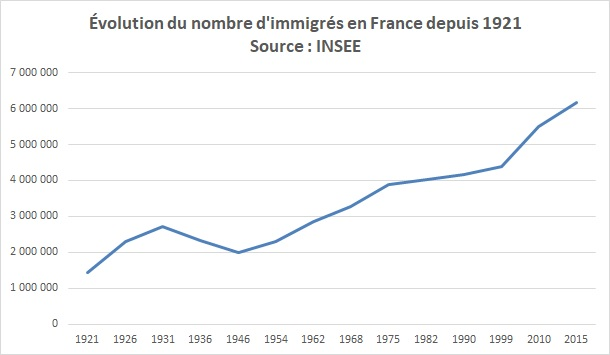
1921년 이후 프랑스 이민자 수 변화

프랑스의 인구 동태는 프랑스가 산업 혁명에 동참하면서 19세기 중반에 변화하기 시작했다. 산업 성장의 속도는 다음 세기 동안 수백만 명의 유럽 이민자들을 끌어모았으며, 특히 폴란드, 벨기에, 포르투갈, 이탈리아, 스페인에서 대규모 이민자들이 도착했다. 제1차 세계 대전에서 프랑스가 6백만 명의 사상자를 낸 후, 프랑스 식민지에서 상당수의 노동자들이 유입되었다. 1930년까지 파리 지역에만 북아프리카 무슬림 인구가 7만 명에 달했다.
19세기 후반에는 많은 벨기에인들이 프랑스로 이주했으며(1886년 프랑스에는 거의 50만 명의 벨기에인이 있었다), 이탈리아인들도 마찬가지였다. 두 차례의 세계 대전 사이의 시기는 수많은 폴란드인(1931년 50만 명), 스페인인, 러시아인, 아르메니아인들의 유입으로 특징지어졌다.

### 1945–1974
제2차 세계 대전 직후, 프랑스로의 이민은 크게 증가했다. 재건 기간 동안 프랑스는 노동력이 부족했고, 그 결과 프랑스 정부는 유럽, 아메리카, 아프리카, 아시아 전역에서 오는 이민자들을 적극적으로 모집했다.
19세기 후반부터 프랑스에 베트남인들이 존재했지만 (대부분 학생과 노동자), 디엔비엔푸 전투와 1954년 제네바 협정으로 베트남이 프랑스로부터 독립을 얻은 후 베트남인들이 대거 프랑스로 이주했다. 이 이민자들은 식민 정부에 충성했던 사람들이나 프랑스 식민지 개척자와 결혼한 사람들로 구성되었다. 베트남 분할 이후에도 남베트남 출신 학생과 전문가들이 계속 프랑스로 유입되었다. 처음에는 몇 년 후 본국으로 돌아가는 경우가 많았지만, 베트남 전쟁 상황이 악화되면서 대다수가 프랑스에 남기로 결정하고 가족까지 데려왔다.
이 시기에는 알제리로부터의 상당한 이민 물결도 있었다. 1954년 알제리 전쟁이 시작될 무렵, 프랑스에는 이미 20만 명의 알제리 이민자가 있었다. 그러나 알제리인과 프랑스인 사이의 긴장 때문에 이 이민자들은 더 이상 환영받지 못했다. 양측의 갈등은 1961년 10월 17일 파리 학살로 이어졌는데, 경찰이 파리 거리에서 알제리 시위에 무력을 사용했다. 전쟁 후, 알제리가 독립을 얻은 후 프랑스와 알제리 간의 자유로운 통행이 다시 허용되었고, 알제리 이민자 수가 급격히 증가하기 시작했다. 1962년부터 1975년까지 알제리 이민자 인구는 35만 명에서 70만 명으로 증가했다. 이 이민자들 중 다수는 "하르키"로 알려졌고, 나머지는 "피에누아르"로 알려졌다. "하르키"는 알제리 전쟁 중 프랑스를 지지했던 알제리인들이었다. 전쟁이 끝나자 그들은 다른 알제리인들로부터 심한 반감을 샀고, 따라서 프랑스로 도피해야 했다. "피에누아르"는 알제리로 이주한 유럽 정착민들이었지만, 1962년 알제리가 독립을 선언한 이후 프랑스로 다시 이주했다.
또한, 이 기간 동안 파키스탄인과 일본인 이민자의 수도 증가했다. 옛 프랑스 식민지 출신 학생과 노동자도 많았다. 1960년대에는 포르투갈, 모로코, 튀르키예 이민자들이 대거 유입되었다.
이러한 대규모 이민자 유입으로 프랑스는 난민들의 피난처가 되었다. 제네바 협약에 따르면, 이민 신청자 5명 중 4명에게 난민 지위가 부여되었다. 이 난민들 중 다수는 본국의 독재를 두려워하여 동유럽(예: 헝가리)과 라틴 아메리카 국가에서 왔다.
이 시기 이민자의 대다수는 농촌 지역 출신이었지만, 이들 중 농업에 종사하려는 의향이 있는 사람은 6%에 불과했다. 이민자의 약 3분의 2는 광업, 철강, 건설, 자동차 산업에서 일했다. 남성 이민자의 약 12%와 여성 이민자의 대다수는 가사 서비스, 복원업 및 상업 분야에서 일했다(프랑스 여성의 경우, 여성의 취업은 1965년까지 남편의 허락을 받아야 했다). 미성년 및 노인 이민자들은 주로 수공업 및 소규모 상업에 종사했다.

### 1974–현재
1970년대 동안 프랑스는 경제 위기에 직면하면서 동시에 이민자들(주로 이슬람 세계 출신)이 가족과 함께 프랑스에 영구 정착하고 프랑스 시민권을 취득하는 것을 허용했다. 이는 수십만 명의 무슬림들이 특히 대도시에 집중적으로 거주하며 공공 임대 주택에 살고 매우 높은 실업률에 시달리게 되는 결과를 초래했다. 이와 더불어 프랑스는 동화 정책을 포기하고 대신 사회 통합 정책을 추구했다.
1974년에 프랑스는 옛 식민지로부터의 이민을 제한했지만, 니콜라 사르코지, 프랑수아 올랑드 그리고 에마뉘엘 마크롱의 대통령 재임 기간 동안 마그레브와 서아프리카의 옛 식민지로부터의 이민은 꾸준히 증가했다. 20세기 후반과 21세기에는 이민이 다양해져서, 많은 이민자들이 사하라 이남 아프리카(2019년 922,000명), 아시아(2019년 486,000명) 및 라틴 아메리카에서 왔다. 또한 유럽 연합의 확대는 더 많은 동유럽 이민자들을 유입시켰다.
2019년 9월 Ipsos 여론조사에 따르면, 프랑스 응답자의 65%는 이민자를 받아들이는 것이 프랑스의 상황을 개선하지 못했다고 답했고, 45%는 이민자를 받아들이는 것이 프랑스인들의 사회 서비스를 박탈했다고 답했다.
2019년에는 전체 이민자의 46.5%가 아프리카 출신이었고, 35.3%는 유럽 출신, 14.7%는 아시아 출신, 5.4%는 아메리카와 오세아니아 출신이었다. 2020년에는 프랑스 남부 및 남서부 지역과 북부 및 북동부 지역에서 비EU 시민의 고용률이 50% 미만이었으며, 부르고뉴 지역에서만 65%를 넘어섰다.
프랑스에서 이주민과 거주자 중 아프리카 출신 비율이 증가하고 있으며, 2022년에는 프랑스에 거주하는 전체 이주민의 거의 절반인 48.2%가 아프리카 출신이며, 32.3%는 유럽 출신, 13.5%는 아시아 출신, 6%는 아메리카와 오세아니아 출신이다. 2022년에는 프랑스에 거주하는 모든 이민자의 61.7%가 비유럽 출신이다. 2022년까지 프랑스로 유입된 신규 외국인 총수는 처음으로 32만 명을 넘어섰으며, 에마뉘엘 마크롱 대통령 재임 기간 동안 아프리카 및 아시아 국가로부터의 학생, 가족 재결합, 노동 이민이 크게 증가했다.
2023년에 장폴 구레비치가 기여자 협회(Associated Taxpayers)를 위해 실시한 설문조사에 따르면, 프랑스 납세자에게 이민 비용은 연간 약 539억 유로로 추정되었는데, 이는 법무부의 연간 예산보다 4배나 많은 금액이다.
2025년 6월, 에리크 시오티가 이끄는 프랑스 의회의 UDR(우파) 그룹은 이민의 실제 비용을 계산하기 위한 의회 위원회 설립을 촉구했다. 시오티는 이주민에 대한 프랑스의 의료, 주거, 교육, 긴급 지원 지출 및 그들의 경제적 기여에 대한 자세한 평가를 요구하고 있다.

## 이민자들의 출신

### 유럽인
2014년 국립통계청(프랑스어 약어로 INSEE)은 2009년에서 2012년 사이에 프랑스 내 이탈리아, 포르투갈, 스페인 이민자 수가 두 배로 증가했다는 연구 결과를 목요일에 발표했다.
프랑스 연구소에 따르면, 이 기간 동안 여러 유럽 국가를 강타한 금융 위기로 인한 이러한 증가는 프랑스에 정착한 유럽인들의 수를 증가시켰다.
프랑스 내 스페인 이민자 통계에 따르면 2009년에서 2012년 사이에 107% 증가하여, 이 기간 동안 5,300명에서 11,000명으로 늘어났다.
2012년 프랑스로 유입된 총 22만 9천 명의 외국인 중 거의 8%는 포르투갈인, 5%는 영국인, 5%는 스페인인, 4%는 이탈리아인, 3%는 독일인, 3%는 벨기에인이었다.
이탈리아, 포르투갈, 스페인 이민자가 프랑스로 증가하면서 2012년 유럽 이민자 비중은 46%에 달했으며, 아프리카 이민자 비중은 30%로, 모로코(7%), 알제리(7%), 튀니지(3%) 출신이 포함되었다.
한편, 그 해 프랑스에 정착한 전체 이민자의 14%는 아시아 국가 출신이었는데, 중국이 3%, 튀르키예가 2%를 차지했으며, 아메리카와 오세아니아는 전체의 10%를 차지했고, 미국인과 브라질인이 각각 2%로 가장 높은 비율을 차지했다.
2022년까지 프랑스로 유입되는 아프리카 이민의 급증으로 인해 유럽 이민자 비율은 2012년 46%에서 32.3%로 감소했다.

### 마그레브인
프랑스에 거주하는 마그레브인(아랍인 및 베르베르족) 출신 프랑스인들은 유럽계 프랑스인 다음으로 큰 민족 집단을 이룬다.
INED 연구원인 미셸 트리발라트에 따르면, 2005년 프랑스에는 350만 명의 마그레브계(알제리, 모로코 또는 튀니지 출신 조부모 중 적어도 한 명이 있는 경우)가 거주했으며, 이는 프랑스 본토 전체 인구(2005년 6070만 명)의 5.8%에 해당한다. 마그레브인들은 주로 프랑스의 산업 지역, 특히 파리 지역에 정착했다. 에디트 피아프, 이자벨 아자니, 아르노 몽트부르, 알랭 바슝, 대니 분, 지네딘 지단, 카림 벤제마, 킬리안 음바페와 같은 많은 유명 프랑스인들이 마그레브 혈통을 가지고 있다.
2005년 기준으로 18세 미만의 마그레브 혈통(최소한 한 명의 이민자 부모를 둔) 젊은이의 비율은 프랑스 본토에서 약 7%, 그랑 파리에서 12%, 리옹에서 13%, 페르피냥에서 21%, 프랑스 데파르트망인 센생드니주에서 22%, 파리 18구에서 37%, 마르세유의 여러 구에서 40%에 달했다.
2006년부터 2008년 사이에 프랑스에서 태어난 신생아의 16%는 최소 한 명의 마그레브계 조부모를 두었다.
그들의 수는 그 후 몇 년 동안 증가했다.
다른 자료에 따르면 프랑스에는 500만에서 600만 명의 마그레브계 사람들이 거주하며, 이는 프랑스 본토 전체 인구의 약 7-9%에 해당한다.
2011년 기준으로 프랑스에는 450만 명의 알제리인이 있었는데, 이 중 42%가 여성이었다.
2022년까지 프랑스 내 이주민과 거주자 모두에서 아프리카 비율이 증가함에 따라, 프랑스에 거주하는 모든 이주민의 거의 절반인 48.2%가 아프리카 출신이다. 2022년 프랑스 이주민의 주요 출신국은 알제리, 모로코, 튀니지이다.

#### 무슬림 및 아랍 이민자들의 소외
프랑스 헌법은 국가가 인구조사에서 인종과 민족에 대한 정보를 수집하는 것을 불법으로 규정한다. 2020년, 이슬람 기관의 높은 존재를 지도화하여 이슬람 이민자들 사이에서 소득 분리가 파리에서 두드러진다는 것을 증명하기 위한 연구가 수행되었다. 방리외는 프랑스의 저소득 교외 지역으로, 역사적으로 아프리카 및 이슬람 이민자들이 거주하는 "종교 게토"로 알려져 있다. 이 지역들은 도시의 부유한 지역에 비해 이슬람 기관의 수가 더 많으며, 이는 해당 지역에 이슬람 이민자들이 많이 거주하고 있음을 시사한다.
이러한 문화와 정체성의 분리는 다른 집단의 개입 없이 이러한 집단이 번성할 수 있도록 하지만 이는 칼레 정글의 생성과 파괴에서도 볼 수 있다. 칼레 정글은 프랑스 국경 근처에 위치한 노숙자 캠프였다. 2015년 유럽 난민 위기 동안 칼레 정글로 망명 신청자들이 대거 유입되었다. 한때 매립지였던 이곳에서 이주민과 난민들은 상점, 식당, 학교, 예배당을 설립하여 정부가 그들의 운명을 결정할 때까지 도시 생활을 모방할 수 있었다. 프랑스 정부가 2016년에 이 지역을 해체한 후에도 칼레 정글은 NGO와 풀뿌리 단체들의 지원을 받았다. 프랑스의 반리외처럼 칼레 정글의 생활 환경은 위험하고 방치되어 있으며, 국가 당국의 폭력 수준이 높다. 이주민 인구가 많은 이 지역에 거주하는 사람들은 식량, 물, 의료 서비스가 불충분하다고 보고했다.
반리외에 이슬람 및 아프리카 이민자들이 많이 거주하면서 소외된 다양한 집단이 독립적으로 번성할 수 있게 되었지만, 이는 빈곤의 덫을 만들어 이들이 완전히 통합되기 어렵게 만들 수 있다.

### 사하라 이남 아프리카인
사하라 이남 아프리카 출신 이민자들은 주로 프랑스어권 아프리카의 서아프리카와 중앙아프리카 국가들, 그리고 마다가스카르에서 온다. 이 이민자들의 가장 흔한 출생국은 마다가스카르, 세네갈, 코트디부아르, 카메룬, DRC, 말리, 콩고 공화국, 모리셔스, 코모로, 기니이다. 이 이민자들 중 일부는 1세기 이상 프랑스에 정착했으며, 군인(세네갈 척탄병)과 가사 노동자와 같은 다양한 직업에 종사했다. 반면 말리인과 같은 다른 이민자들은 주로 1960년대부터 도착하기 시작했다.

### 북아메리카 및 남아메리카인
북아메리카에서 프랑스로 이주한 중요한 이민자 공동체는 아이티인이다.
미국 시민은 프랑스에 10만 명 이상의 영주권자를 보유하고 있으며, 캐나다인은 11,931명이다. 그 뒤를 이어 라틴 아메리카인들이 증가하는 하위 그룹을 형성하고 있으며, 이들 중 가장 많은 수는 브라질인으로 44,622명이다. 다음으로 베네수엘라인이 3만 명, 페루인 22,002명, 칠레인(특히 1970년대에 도착) 15,782명, 아르헨티나인 11,899명(또는 최대 15,000명)이다. 라틴 아메리카인들은 경제적 이유, 학업, 직업, 가족, 그리고 때로는 정치적 망명을 위해 프랑스로 점점 더 많이 이주하고 있다.

### 불법 이민에 대한 국가 조항
프랑스의 이민 정책이 더욱 엄격해지면서 프랑스로의 불법 이민이 증가하고 있다. 2006년 프랑스 내무부는 국내 불법 이민자("sans-papiers")가 20만 명에서 40만 명에 이른다고 추정했으며, 매년 8만 명에서 10만 명의 사람들이 불법으로 프랑스에 입국할 것으로 예상했다.
2011년에는 28,000명의 불법 이민자가 프랑스에서 추방되었다. 프랑스 정부는 다음 해에 35,000명을 목표로 설정했다. 2006년 법인 obligation de quitter le territoire français에서 유래한 약어 'OQTF'는 때때로 프랑스를 떠나야 하는 사람에게 사용된다.
프랑스 정부는 2009년, 2011년 그리고 2012년에 솅겐 협정에서 탈퇴하겠다고 위협했다.
2016년 기준으로 많은 미등록 이민자들이 칼레의 울타리를 넘어 영국행 기차나 트럭에 탑승하려고 시도했다. 영국 내무부는 프랑스 경찰 및 이민 당국과 협력하여 승인되지 않은 사람들이 영국 국경 지대에 진입하는 것을 막고 있다.

## 일드프랑스
프랑스에서는 세 개의 주요 도시(파리, 리옹, 마르세유)도 국가로의 이민자 유입에서 가장 큰 비중을 차지한다. 이민자 비율이 가장 높은 지역은 일드프랑스 (그랑 파리)로, 이민자의 40%가 거주한다. 이민자들은 원주민보다 도시 지역에 더 집중되어 있다. 이민자 인구의 90.1%가 도시 지역에 위치하며, 이는 원주민 인구의 비율인 81.9%가 도시 지역에 거주하는 것보다 훨씬 높다. 2012년에는 전체 이민자 인구의 38.2%가 파리 도시 지역에 거주했으며, 리옹과 마르세유는 각각 4.1%와 3.1%였다. 프랑스 공식 통계 생산 및 분석을 담당하는 INSEE에 따르면, 2006년 일드프랑스에 거주하는 사람들(400만 명) 중 약 35%가 이민자(17%)이거나 적어도 한 명의 이민자 부모를 둔 사람(18%)이었다.
파리 (프랑스)시에서는 거주 인구의 20%가 이민자이며, 20세 미만 인구의 41.3%가 최소 한 명의 이민자 부모를 두고 있다. 18세 미만 청소년 중 12.1%는 마그레브 출신, 9.9%는 사하라 이남 아프리카 출신(프랑스 서인도 제도의 흑인 제외), 4.0%는 남유럽 출신이다. 파리에는 436,576명의 이민자가 거주하며, 이는 파리 시민의 20%이자 일드프랑스 이민자의 22.4%를 차지한다.
파리에는 이민자 부모를 최소 한 명 둔 20세 미만 아동이 162,635명 거주하며, 이는 파리 20세 미만 전체 아동의 41.3%이자 일드프랑스 20세 미만 아동 중 이민자 부모를 최소 한 명 둔 아동 전체의 15.4%를 차지한다.
| 데파르트망         | 이민자    | 이민자       | 이민자       | 이민자 부모를 최소 한 명 둔 20세 미만 아동 | 이민자 부모를 최소 한 명 둔 20세 미만 아동 | 이민자 부모를 최소 한 명 둔 20세 미만 아동 |
| 데파르트망         | 수        | % 데파르트망 | % 일드프랑스 | 수                                         | % 데파르트망                               | % 일드프랑스                               |
| ------------------ | --------- | ------------ | ------------ | ------------------------------------------ | ------------------------------------------ | ------------------------------------------ |
| 파리 (프랑스) (75) | 436'576   | 20           | 22.4         | 162'635                                    | 41.3                                       | 15.4                                       |
| 센생드니주 (93)    | 394'831   | 26.5         | 20.2         | 234'837                                    | 57.1                                       | 22.2                                       |
| 오드센주 (92)      | 250'190   | 16.3         | 12.8         | 124'501                                    | 34                                         | 11.8                                       |
| 발드마른주 (94)    | 234'633   | 18.1         | 12           | 127'701                                    | 40                                         | 12.1                                       |
| 발두아즈주 (95)    | 185'890   | 16.1         | 9.5          | 124'644                                    | 38.5                                       | 11.8                                       |
| 이블린주 (78)      | 161'869   | 11.6         | 8.3          | 98'755                                     | 26.4                                       | 9.3                                        |
| 에손 (91)          | 150'980   | 12.6         | 7.7          | 94'003                                     | 29.6                                       | 8.9                                        |
| 센에마른 (77)      | 135'654   | 10.7         | 7            | 90'319                                     | 26                                         | 8.5                                        |
| 일드프랑스         | 1'950'623 | 16.9         | 100          | 1'057'394                                  | 37.1                                       | 100                                        |

## 통계

### 출신국별
2020년 중반 유엔 추정치에 따르면, 프랑스 내 외국 태생 인구의 가장 흔한 출생국은 다음과 같다:
• 1 - 알제리 (1,637,000)
• 2 - 모로코 (1,060,000)
• 3 - 포르투갈 (640,000)
• 4 - 튀니지 (445,000)
• 5 - 튀르키예 (340,000)
• 6 - 이탈리아 (326,000)
• 7 - 스페인 (282,000)
• 8 - 독일 (203,000)
• 9 - 영국 (170,000)
• 10 - 벨기에 (164,000)

### 출신 지역별
아래 표에 나타난 바와 같이, 2020년대 초반 프랑스로의 이민은 30만 명을 초과할 것으로 예상되었다.
| 지역                  | 2004    | 2005    | 2006    | 2007    | 2008    | 2009    | 2010    | 2011    | 2012    | 2018    |
| 유럽                  | 80 500  | 78 660  | 80 120  | 79 290  | 80 330  | 75 040  | 88 820  | 94 580  | 105 830 | 93 000  |
| 아프리카              | 70 200  | 66 110  | 62 340  | 62 140  | 63 470  | 66 480  | 65 610  | 66 280  | 68 640  | 106 000 |
| 아시아                | 30 960  | 30 120  | 30 520  | 32 070  | 30 180  | 32 960  | 29 810  | 32 430  | 32 060  | 46 900  |
| 아메리카와 오세아니아 | 19 810  | 19 990  | 20 460  | 18 770  | 21 440  | 20 450  | 26 270  | 23 360  | 23 070  | 27 000  |
| 모든 국가             | 201 470 | 194 880 | 193 440 | 192 270 | 195 420 | 194 930 | 210 510 | 216 650 | 229 600 | 273 000 |

| 출생지                               | 연도       | 연도 |
| 출생지                               | 2011       | 2011 |
| 출생지                               | 수         | %    |
| ------------------------------------ | ---------- | ---- |
|                                      |            |      |
| 보고 국가 (프랑스) 내 출생지         | 57,611,142 |      |
| 보고 국가 외 출생지                  | 7,321,237  |      |
| 다른 EU 회원국                       | 2,119,454  |      |
| EU 외 유럽 내                        | 313,555    |      |
| 유럽 외/비유럽                       | 5,201,782  |      |
| 아프리카                             | 3,596,143  |      |
| 아시아                               | 925,183    |      |
| 북아메리카                           | 77,569     |      |
| 카리브, 남아메리카 또는 중앙아메리카 | 279,529    |      |
| 오세아니아                           | 9,803      |      |
|                                      |            |      |
| 합계                                 | 64,933,400 | 100% |

### 국가별
2014년 및 2023년 프랑스에 새로 도착한 이민자:
| 국가           | 프랑스 전체 이민자의 % 2012 | 프랑스 전체 이민자의 % 2021 |
| -------------- | --------------------------- | --------------------------- |
| 포르투갈       | 8%                          | 8%                          |
| 영국           | 5%                          |                             |
| 스페인         | 5%                          | 3%                          |
| 이탈리아       | 4%                          | 4%                          |
| 독일           | 4%                          |                             |
| 루마니아       | 3%                          |                             |
| 벨기에         | 3%                          |                             |
| 러시아         | 2%                          |                             |
| 스위스         | 2%                          |                             |
| 폴란드         | 2%                          |                             |
| 알제리         | 7%                          | 12%                         |
| 모로코         | 7%                          | 12%                         |
| 튀니지         | 3%                          | 4%                          |
| 중화인민공화국 | 3%                          |                             |
| 튀르키예       | 2%                          | 3%                          |
| 미국           | 2%                          |                             |
| 브라질         | 2%                          |                             |

### INSEE 데이터 보고
스페인, 포르투갈, 이탈리아 이민자의 프랑스 유입이 증가하면서 2012년 유럽 이민자 비중은 46%에 달했으며, 아프리카 이민자 비중은 30%로, 모로코(7%), 알제리(7%), 튀니지(3%) 출신이 포함되었다.
한편, 그 해 프랑스에 정착한 전체 이민자의 14%는 아시아 국가 출신이었는데, 중국이 3%, 튀르키예가 2%를 차지했으며, 아메리카와 오세아니아는 전체의 10%를 차지했고, 미국인과 브라질인이 각각 2%로 가장 높은 비율을 차지했다.
2008년 국립 통계 연구소(INSEE)에 따르면, 1,200만 명의 이민자와 그 직계 후손(2세대)이 프랑스 인구의 약 20%를 차지했다. 이민자는 출생 시 프랑스 시민권이 없는 외국 태생으로 정의된다. 출생 시민권을 고려하지 않고, 2008년 프랑스 본토에서 18-50세 인구 중 프랑스 본토 외 출생자 및 그 직계 후손은 30%를 차지했다.
2008년 프랑스에는 530만 명의 이민자가 있었으며, 이는 프랑스 전체 인구(2008년 6390만 명)의 8.5%에 해당한다. 이들 중 42%는 아프리카(마그레브 30%, 사하라 이남 아프리카 12%), 38%는 유럽(주로 포르투갈, 이탈리아, 스페인), 14%는 아시아, 5%는 아메리카와 오세아니아 출신이었다. 이들 중 40%는 프랑스 시민권을 취득했다. 또한, 외국에서 태어났지만 출생 시 프랑스 시민권을 가진 180만 명(이 중 100만 명은 마그레브 출신)은 이 총계에 포함되지 않았다.
2008년 프랑스에는 이민자의 직계 후손(프랑스에서 태어나 최소 한 명의 이민자 부모를 둔)이 670만 명 거주했으며, 이는 프랑스 전체 인구의 11%에 해당한다. 18-50세 이민자는 270만 명(18-50세 인구의 10%)이며, 모든 연령대에서는 530만 명(인구의 8%)이다. 18-50세 2세대는 310만 명(18-50세의 12%)이며, 모든 연령대에서는 650만 명(인구의 11%)이다. 이민자와 이민자 직계 후손의 비율이 가장 높은 지역은 일드프랑스와 프로방스알프코트다쥐르/랑그도크루시용이며, 각각 주민의 3분의 1 이상과 4분의 1 이상이 이민자 또는 이민자의 직계 후손이었다.
이 표는 2008년 이민자와 2세대 이민자를 출신별로 보여준다. 3세대 이민자, 불법 이민자, 그리고 프랑스 해외 영토 출신 흑인(80만 명), 롬인(50만 명) 또는 출생 시 프랑스 시민권을 가진 마그레브 출신 및 그 후손(약 4백만 명의 마그레브 유대인, 하르키 및 피에누아르 및 그 후손이 프랑스에 거주)과 같이 오랫동안 프랑스 시민권을 가진 소수 민족은 제외된다.
| 출신별 이민자 (2008년) 천 명 단위 | 이민자 | 2세대 | 총계   | %       |
| --------------------------------- | ------ | ----- | ------ | ------- |
| 이탈리아                          | 317    | 920   | 1 237  | 10.4%   |
| 포르투갈                          | 581    | 660   | 1 241  | 10.4%   |
| 스페인                            | 257    | 620   | 877    | 7.3%    |
| 기타 UE27 국가                    | 653    | 920   | 1 573  | 13.2%   |
| 기타 유럽 국가                    | 224    | 210   | 434    | 3.6%    |
| 유럽 총계                         | 2 032  | 3 330 | 5 362  | 44.9%   |
| 알제리                            | 713    | 1 000 | 1 713  | 14.3%   |
| 모로코                            | 654    | 660   | 1 314  | 11.0%   |
| 튀니지                            | 235    | 290   | 525    | 4.4%    |
| 마그레브 총계                     | 1 602  | 1 950 | 3 552  | 29.7%   |
| 사하라 이남 아프리카              | 669    | 570   | 1 239  | 10.4%   |
| 튀르키예                          | 239    | 220   | 459    | 3.8%    |
| 동남아시아                        | 163    | 160   | 323    | 2.7%    |
| 기타 아시아 국가                  | 355    | 210   | 565    | 4.7%    |
| 아메리카/오세아니아               | 282    | 170   | 452    | 3.8%    |
| 기타 지역 총계                    | 1 708  | 1 330 | 3 038  | 25.4%   |
| 총계                              | 5 342  | 6 610 | 11 952 | 100.00% |

2005년 프랑스에서 18세 미만 청소년의 18.1%가 외국 출신(최소 한 명의 이민자 부모를 둔)이었으며, 이 중 13.5%는 비유럽 출신이었다. 일드프랑스는 유럽 및 비유럽을 포함한 전체 외국 출신 청소년 비율이 약 37%로 가장 높다.
마그레브, 사하라 이남 아프리카, 튀르키예 출신의 18세 미만 청소년은 일드프랑스 내 여러 도시(클리시수부아, 망트라졸리, 그리니, 생드니, 레뮈로, 생투앵, 사르셀, 피에르피트쉬르센, 가르주레고네스, 몽페르메유, 라쿠르뇌브, 세브랑, 오베르빌리에, 아르장퇴유, 에브리, 스탱, 젠빌리에, 에피네쉬르센)에서 다수를 차지하게 되었다. 비유럽 출신 청소년은 일드프랑스 외 지역에서도 일부 지역에서 다수를 차지하게 되었는데, 특히 리옹 근처의 보앙벨랭, 그리고 베니시외, 릴리외라파프, 릴의 와젬므, 보르도의 그랑 파크, 마르세유의 여러 구에서 그러했다. 그리니에서는 31%의 청소년이 사하라 이남 아프리카 출신이다.
2006년에서 2008년 사이에 프랑스에서 태어난 신생아 중 약 22%는 최소 한 명의 외국 태생 조부모를 두었다 (다른 유럽 국가에서 태어난 9%, 마그레브에서 태어난 8%, 세계의 다른 지역에서 태어난 3%).
2010년 프랑스 본토에서 태어난 80만 2천 명의 신생아 중 27.3%는 최소 한 명의 외국 태생 부모를 두었다. 2010년에는 전체 신생아 중 약 4분의 1(24%)이 최소 한 명의 유럽 외 지역 출신 부모를 두었으며, 프랑스 신생아의 약 17%는 최소 한 명의 아프리카 출신 부모를 두었다(마그레브 출신 11%, 사하라 이남 아프리카 출신 6%).
2025년 5월, INSEE에 따르면 아프리카 이민자들 사이에서 교육 성취도 증가가 가장 두드러졌다. 이제 아프리카 이민자 두 명 중 한 명은 고등 교육 학위를 소지하고 있는데, 이는 2006년에는 세 명 중 한 명에 불과했던 것과 비교된다.

### 유럽의 파견 근로자
'파견 근로자'의 출신 국가에 관해, 같은 문서에서는 파견 근로자의 출신을 명시한다. 폴란드인이 프랑스로 파견된 근로자 중 가장 큰 비중을 차지하며(총계의 18%), 그 뒤를 포르투갈인(15%)과 루마니아인(13%)이 잇는다. 이들 근로자의 대다수인 약 60%는 역사적인 유럽 연합 국가 출신이지만, 새로운 "EU" 회원국 출신 비율은 매우 빠르게 증가하고 있으며, "EU" 외 국가 출신도 증가하고 있다.

### 망명
2025년 4월, CSA 연구소가 실시한 설문조사에 따르면 프랑스 인구의 대다수는 프랑스 망명 허가 조건 강화를 원했다.

## 시민권 조항
프랑스에서 법적으로 장기 거주하는 외국인 부모에게서 태어난 자녀는 18세가 되면 자동으로 프랑스 시민권을 부여받는다. 해외에서 태어나 프랑스에 거주하는 사람들은 특정 조건을 충족하면 프랑스 시민권을 취득할 수 있다. 2009년 귀화자 수는 135,000명이었으며, 이 중 가장 많은 수는 마그레브 출신(41.2%)이었다. 프랑스군에서 복무한 사람들도 프랑스 시민권을 얻을 수 있다.
| 출신별 귀화자              | 2000    | 2005    | 2009    | 2009년 총계 % |
| -------------------------- | ------- | ------- | ------- | ------------- |
| 아프리카                   | 84 182  | 98 453  | 85 144  | 62.7          |
| 마그레브                   | 68 185  | 75 224  | 56 024  | 41.2          |
| 사하라 이남 아프리카       | 10 622  | 15 624  | 22 214  | 16.4          |
| 기타 아프리카              | 5 375   | 7 605   | 6 906   | 5.1           |
| 아시아                     | 27 941  | 26 286  | 19 494  | 14.4          |
| 동남아시아                 | 7 265   | 4 069   | 2 475   | 1.8           |
| 동아시아                   | 1 139   | 1 280   | 1 622   | 1.2           |
| 남아시아                   | 4 246   | 4 436   | 3 660   | 2.7           |
| 중동                       | 15 291  | 16 501  | 11 737  | 8.6           |
| 유럽 (CIS 제외 )           | 22 085  | 18 072  | 14 753  | 10.9          |
| CIS                        | 1 181   | 2 108   | 4 704   | 3.5           |
| CIS (유럽)                 | 1 000   | 1 535   | 4 454   | 3.3           |
| CIS (아시아)               | 181     | 573     | 250     | 0.2           |
| 아메리카                   | 5 668   | 6 352   | 6 677   | 4.9           |
| 북아메리카                 | 1 048   | 854     | 747     | 0.5           |
| 남아메리카 및 중앙아메리카 | 4 620   | 5 498   | 5 930   | 4.4           |
| 오세아니아                 | 87      | 127     | 108     | 0.1           |
| 기타                       | 8 882   | 3 245   | 4 962   | 3.7           |
| 총계                       | 150 026 | 154 643 | 135 842 | 100           |

## 다른 유럽 연합 국가들과의 비교 2023년
유로스타트에 따르면, 2023년 유럽 연합에는 거주국 외에서 태어난 5,990만 명이 거주하고 있었다. 이는 EU 전체 인구의 13.35%에 해당한다. 이 중 3,140만 명(9.44%)은 EU 외 지역에서 태어났고, 1,750만 명(3.91%)은 다른 EU 회원국에서 태어났다.
| 국가       | 총 인구 (1000) | 총 외국 태생 (1000) | %    | 다른 EU 국가 태생 (1000) | %   | 비EU 국가 태생 (1000) | %    |
| ---------- | -------------- | ------------------- | ---- | ------------------------ | --- | --------------------- | ---- |
| EU 27      | 448,754        | 59,902              | 13.3 | 17,538                   | 3.9 | 31,368                | 6.3  |
| 독일       | 84,359         | 16,476              | 19.5 | 6,274                    | 7.4 | 10,202                | 12.1 |
| 프랑스     | 68,173         | 8,942               | 13.1 | 1,989                    | 2.9 | 6,953                 | 10.2 |
| 스페인     | 48,085         | 8,204               | 17.1 | 1,580                    | 3.3 | 6,624                 | 13.8 |
| 이탈리아   | 58,997         | 6,417               | 10.9 | 1,563                    | 2.6 | 4,854                 | 8.2  |
| 네덜란드   | 17,811         | 2,777               | 15.6 | 748                      | 4.2 | 2,029                 | 11.4 |
| 그리스     | 10,414         | 1,173               | 11.3 | 235                      | 2.2 | 938                   | 9.0  |
| 스웨덴     | 10,522         | 2,144               | 20.4 | 548                      | 5.2 | 1,596                 | 15.2 |
| 오스트리아 | 9,105          | 1,963               | 21.6 | 863                      | 9.5 | 1,100                 | 12.1 |
| 벨기에     | 11,743         | 2,247               | 19.1 | 938                      | 8.0 | 1,309                 | 11.1 |
| 포르투갈   | 10,467         | 1,684               | 16.1 | 378                      | 3.6 | 1,306                 | 12.5 |
| 덴마크     | 5,933          | 804                 | 13.6 | 263                      | 4.4 | 541                   | 9.1  |
| 핀란드     | 5,564          | 461                 | 8.3  | 131                      | 2.4 | 330                   | 5.9  |
| 폴란드     | 36,754         | 933                 | 2.5  | 231                      | 0.6 | 702                   | 1.9  |
| 체코       | 10,828         | 764                 | 7.1  | 139                      | 1.3 | 625                   | 5.8  |
| 헝가리     | 9,600          | 644                 | 6.7  | 342                      | 3.6 | 302                   | 3.1  |
| 루마니아   | 19,055         | 530                 | 2.8  | 202                      | 1.1 | 328                   | 1.7  |
| 슬로바키아 | 5,429          | 213                 | 3.9  | 156                      | 2.9 | 57                    | 1.0  |
| 불가리아   | 6,448          | 169                 | 2.6  | 58                       | 0.9 | 111                   | 1.7  |
| 아일랜드   | 5,271          | 1,150               | 21.8 | 348                      | 6.6 | 802                   | 15.2 |

## 같이 보기
- 프랑스의 인구
- 프랑스의 이민자 출신 인물 목록
- 프랑스 국적법
- 이민자 인구순 국가 목록
- 출산율순 주권국 및 속령 목록
- 이주민 반대
- 브장송으로의 이민

## 참고 문헌
- Antonio Bechelloni, Michel Dreyfus, Pierre Milza (eds), L'intégration italienne en France. Un siècle de présence italienne dans trois régions françaises (1880–1980), Bruxelles, Complexe, 1995.
- 로저스 브루베이커, Citizenship and Nationhood in France and Germany, Cambridge, Harvard University Press, 1992.
- Marie-Claude Blanc-Chaléard, Les Italiens dans l'Est parisien: Une histoire d'intégration (1880–1960), Rome, École Française de Rome, 2000.
- Emmanuel Blanchard, La police parisienne et les Algériens, 1944-1962, Paris, Nouveau Monde Éditions, 2011.
- Stéphane Dufoix, Politiques d'exil: Hongrois, Polonais et Tchécoslovaques en France après 1945, Paris, Presses Universitaires de France, 2002.
- Jean-Philippe Dedieu, La parole immigrée. Les migrants africains dans l'espace public en France (1960–1995), Paris, Klincksieck, 2012.
- Yvan Gastaut, L'immigration et l'opinion en France sous la Ve République, Paris, Seuil, 2000.
- Abdellali Hajjat, Les frontières de l'« identité nationale ». L'injonction à l'assimilation en France métropolitaine et coloniale, Paris, La Découverte, 2012.
- Goebel, Michael. Anti-Imperial Metropolis: Interwar Paris and the Seeds of Third World Nationalism, Cambridge, Cambridge University Press, 2015. excerpts
- Nancy L. Green, Les Travailleurs immigrés juifs à la Belle époque. Le Pletzlde Paris, Paris, Fayard, 1985.
- Donald L. Horowitz, Gérard Noiriel(eds), Immigrants in Two Democracies: French and American Experience, New York, New York University press, 1992.
- Gregory Mann, Native Sons. West African Veterans and France in the Twentieth Century, Durham, Duke University Press, 2006.
- Gérard Noiriel, Le Creuset français. Histoire de l'immigration XIXe-XXe, Paris, Le Seuil, 1988.
- Gérard Noiriel, Réfugiés et sans-papiers. La République face au droit d'asile. XIXe-XXe, Paris, Hachette littératures, 1998.
- Janine Ponty, Polonais méconnus. Histoire des travailleurs immigrés en France dans l'entre-deux-guerres, Paris, Publications de la Sorbonne, 1988.
- Judith Rainhorn, Paris, New York. Des migrants italiens (années 1880 – années 1930), Paris, CNRS Éditions, 2005.
- Philippe Rygiel, Destins immigrés: Cher 1920–1980, trajectoires d'immigrés d'Europe, Besançon, Presses universitaires franc-comtoises, 2001.
- Ralph Schor, Histoire de l'immigration en France de la fin du XIXe à nos jours, Paris, Armand Colin, 1996.
- Alexis Spire, Étrangers à la carte. L'administration de l'immigration en France, 1945-1975, Paris, Grasset, 2005.
- Benjamin Stora, Ils venaient d'Algérie: L'immigration algérienne en France (1912–1992), Paris, Fayard, 1992.
- Vincent Viet, La France immigrée. Construction d'une politique (1914–1997), Paris, Fayard, 1998.
- Patrick Weil, La France et ses étrangers : L'aventure d'une politique de l'immigration de 1938 à nos jours, Paris, Gallimard, 2005.
- Patrick Weil, Qu'est-ce qu'un Français ? Histoire de la nationalité française depuis la Révolution, Paris, Grasset, 2002.
- Patrick Weil, Immigration, Intégration, discrimination, Paris, Le Seuil, 2005.
- Claire Zalc, Melting Shops. Une histoire des commerçants étrangers en France, Paris, Perrin, 2010.